# Светозар Ритиг
Мсгр. др. Светозар Ритиг (хрв. Svetozar Rittig; Брод на Сави, 6. април 1873 – Загреб, 21. јул 1961) био је хрватски свештеник, црквени историчар, теолог и политичар.

## Жупник и црквени историчар
Студирао је богословију у Сарајеву, Ђакову, Бечу и Риму, а заређен за свештеника 1895. године. Неко је време био секретар бискупа Јосипа Јураја Штросмајера, чије је политичке идеје прихватио. Предавао је црквену историју у Ђакову и на Богословском факултету у Загребу. Неко је време био уредник Католичког листа у Загребу. Докторирао је у Бечу 1902. године. Објављивао је научне радове из црквене историје.

### Жупник централне загребачке жупе
Године 1915. био је именован жупником жупе Св. Блажа, а 1917–1941. био је жупник централне загребачке жупе Св. Марка. Истакао се заслугама за Цркву и у знак признања именован за папинског тајног коморника и опата св. Хелене од Подборја. Пензионисан је 1954, али је као научник остао активан и даље.
Био је човек великог образовања и широког духа. Његов жупни дом на Горњем граду у Загребу био је састајалиште уметника и интелектуалаца. Развио је каритативну делатност, покренуо жупски лист. Уз помоћ Мештровића и Јозе Кљаковића обновио је и уметнички обогатио цркву св. Марка на Марковом тргу у Загребу.

### Хрватска црквена историја и Старословенски институт
Главни му је научни интерес био хрватска црквена историја за коју је оставио вредне прилоге. Његово најважније научно дело је Повијест и право словенштине у црквеном богослужју, с особитим обзиром на Хрватску, I. свеска од 863 – 1248 (Загреб 1910). Године 1947. постао је редовни члан ЈАЗУ.
У Загребу је покренуо оснивање старословенске академије, као наставак угасле крчке, која је 1952. прерасла у Старословенски институт. На његовом је челу био све до смрти. Институт (касније завод) носио је од 1961. до 1997. његово име, а данас има првобитни назив.

## Политичко деловање
У политику је ушао као присталица Штросмајерове политике. Залагао се за уједињење јужнословенских народа на федералистичким начелима, чему је остао веран до смрти.

### У Аустроугарској
Био је члан Странке права, која је од 1905. била чланица Хрватско-српске коалиције. Био је заступник котара Ђаково у Сабору од 1908. до 1918. године. Године 1917. Отпутовао је у Швајцарску, успостављајући везу између Сабора и емигрантског Југословенског одбора. Године 1918. Постао је члан Народног вијећа СХС-а.

### У Краљевини СХС/Југославији
Након успоставе Краљевине СХС придружио се партији Хрватска заједница. Био је члан Привременог народног представништва од 1919. до 1920. Године 1919. у име католичких бискупа Краљевине СХС саставио је меморандум за Ватикан, тражећи признање нове државе и лично га предао папи. Узастопно је био биран за заступника у Градском заступништву Загреба, тако да је на тој функцији био од 1917. до 1932. године. Инсистирао је на потреби радикалнијег решавања социјалних проблема.
Након проглашења Шестојануарске диктатуре, Ритиг се, као уверени поборник југословенске идеје, стално зачлагао за хрватско-српско помирење и за постизање компромиса с двором. Водио је тзв. Поклонствену делегацију краљу Александру у Београд.
На седници Градског већа Загреба, 28. новембра 1929, одржао је говор у којем је жестоко критиковао деловање Анте Павелића, који се у емиграцији ставио у службу италијанских и мађарских циљева. У овом говору употребио је паролу Не тражимо туђе, али не дајемо ни своје!, коју је, ефектно скраћену (Туђе нећемо – своје не дамо!) употребио Јосип Броз Тито у једном говору на Вису 1944. и убрзо је постала чувена.
Након атентата на краља Александра, године 1934, био је четврти потписник меморандума за уређење унутрашњих прилика у Краљевини Југославији, упућеног регенту принцу Павлу. Први је потписник био загребачки надбискуп Антун Бауер, други надбискуп-коадјутор Алојзије Степинац, трећи сплитски бискуп Бонефачић. Следили су потписи четрдесетак најугледнијих људи из Хрватске. Текст меморандума приписује се Ивану Мештровићу, а први захтев био је пуштање Мачека из затвора.
Када су у Загреб почеле да долазе избеглице из нацистичке Немачке, нарочито јеврејски бегунци пред холокаустом, основао је 1936. црквени одбор за њихово збрињавање.

### Други светски рат
Након успоставе НДХ, усташка власт га је планирала ухапсити крајем јуна 1941. године. Дознавши за то, 30. јуна 1941. отишао је из Загреба к своме брату у Нови Винодолски, на подручје које је окупирала Италија, а крајем августа у Селце. Убрзо, преко организације Комунистичке партије Хрватске у Селцима, ступио је у контакт с Народноослободилачким покретом и новчано га помагао.
Два дана по капитулацији Италије, 10. септембра 1943, организован је његов пут колима у Оточац, где се сусрео са председником АВНОЈ-а др Иваном Рибаром, Андријом Хебрангом и другим вођама Народноослободилачког покрета. Други дан вратио се у Селце. Неколико дана касније пратио је др Ивана Рибара у посети крчком бискупу др Јосипу Сребрнићу, којега су покушали наговорити да пружи подршку Народноослободилачки покрету и пошаље неколико својих свештеника за верске референте на ослобођену територију. Сребрнић је то одбио, а годину дана касније упутио је клеру своје бискупије окружницу којом је осудио НОП и забранио сарадњу с њим.
На Другом заседању ЗАВНОХ-а у Плашком, 12. октобра 1943, одржао је говор, који је штампан у Вјеснику Јединствене Народноослободилачке фронте Хрватске у броју од 20. новембра 1943. као уводни текст, а двапут је штампан и као брошура на циклостилу.

### Послератна каријера
Био је именован председником комисије за верске послове НР Хрватске. После рата Ритиг је биран на разне политичке дужности. Био је посланик у Уставотворној, Савезној скупштини и у Сабору НР Хрватске. Од 1946. до 1954. био је министар без портфеља у влади НРХ.
Залагао се за потписивање споразума између Југославије и Ватикана, до чега је коначно дошло тек 1966, након његове смрти.
Умро је 21. јула 1961. године у Загребу.